# Паршино (Андреапольский район)
Паршино — деревня в Андреапольском районе Тверской области. Входит в Бологовское сельское поселение.

## География
Расположена примерно в полутора верстах к северо-востоку от села Бологово на берегу озера Паршинское.

## История
В конце XIX - начале XX века на месте деревни находилась усадьба Паршино, она входила в Холмский уезд Псковской губернии.